# Malajski jezik (Bahasa Malayu)
Malajski jezik (bahasa malaysia, bahasa malayu, malayu, melaju, melayu; ISO 639-3: mly; povučen i podijeljen na 4 jezika), nekadašnji naziv za malajski standardni jezik na Malajskom poluotoku, koji je bio označavan kodnim imenom [mly], koji je 18. veljače 2008. podijeljen na četiri posebna jezika: standardni malajski [zsm], haji [hji], papuanski malajski [pmy] i malajski [zlm]. Važio je kao službeni jezik kojim je govorilo 7 181 000 ljudi u Maleziji (1986), i preko 17 000 000 ljudi ukupno po raznim krajevima svijeta.
Kao njegovi dijalekti navodili su se: trengganu, kelantan, kedah, perak (južnomalajski), sarawak malajski, bazaar malajski (niskomalajski, pasar malajski, pasir malajski, trgovački malajski). 